# 你是燈塔
《你是燈塔》為中國紅歌，又名《跟著共產黨走》，1940年由沙洪（王敦和）作詞，王久鳴作曲。

## 簡介

### 創作
1940年，抗大一分校召開中國共產黨黨代表大會，因文工團演出需求，當時的沙洪及王久鳴很快創作出這首曲子，成為中國共產黨的重要歌曲。
本曲又名《跟著共產黨走》，是由於歌詞：「偉大的中國共產黨，你就是核心，你就是方向，我們永遠跟著你走」而得名。

### 流行
1945年，抗戰結束後，國共陷入內戰，由於長期戰爭造成的物資缺乏，引起一連串的反戰運動，如五二〇運動的反飢餓、反內戰、反壓迫為主軸，而當時的社會氛圍多數支持中國共產黨，此曲也在各種學運工運中，大量傳唱，在1947年至1949年台灣學運期間也被大量傳唱，如四六事件前的三二九青年節紀念晚會等，被視為是共黨活動，遭到政府鎮壓。

### 遭禁
1949年，中華人民共和國成立，國慶大會上鳴唱此曲。不料與會的蘇聯代表表示，此曲類似蘇聯的追悼歌。因此此曲10月下旬即遭到禁唱，作曲的王久鳴遭到下放，甚至在文革時還遭到毒打。

### 解禁
1980年在《光明日報》的標題關於歌曲《跟著共產黨走》，登出了當時主管此事的馮定的道歉信，並把詞曲刊登，於三月後解禁此曲。

### 歌詞
你是燈塔，照耀著黎明前的海洋
你是舵手，掌握著航行的方向
偉大的中國共產黨，你就是核心，你就是方向
我們永遠跟著你走，人類一定要解放